# Birnie
Birnie (englisch Birnie Island) ist eine kleine, unbewohnte Koralleninsel der kiribatischen Phoenixinseln. Die lediglich 1,2 km lange und 0,6 km breite Insel, die kleinste der Phoenixinseln, liegt im zentralen Pazifischen Ozean etwa 90 km westlich von Rawaki, der östlichsten Insel der Inselgruppe.
Die Insel ist ein gehobenes Atoll mit dem stark salzhaltigen Rest einer Lagune im Südwesten, die vom Meer vollständig getrennt ist. Wegen der unberührten Flora und Fauna ist Birnie ein wichtiges Naturschutzgebiet (Birnie Island Wildlife Sanctuary).
Birnie wurde 1823 vom Walfangschiff Sydney Packet unter Kapitän T. Emmett entdeckt und nach dem Schiffseigner, der Londoner Firma Alexander Birnie & Co, benannt.

## Fotos

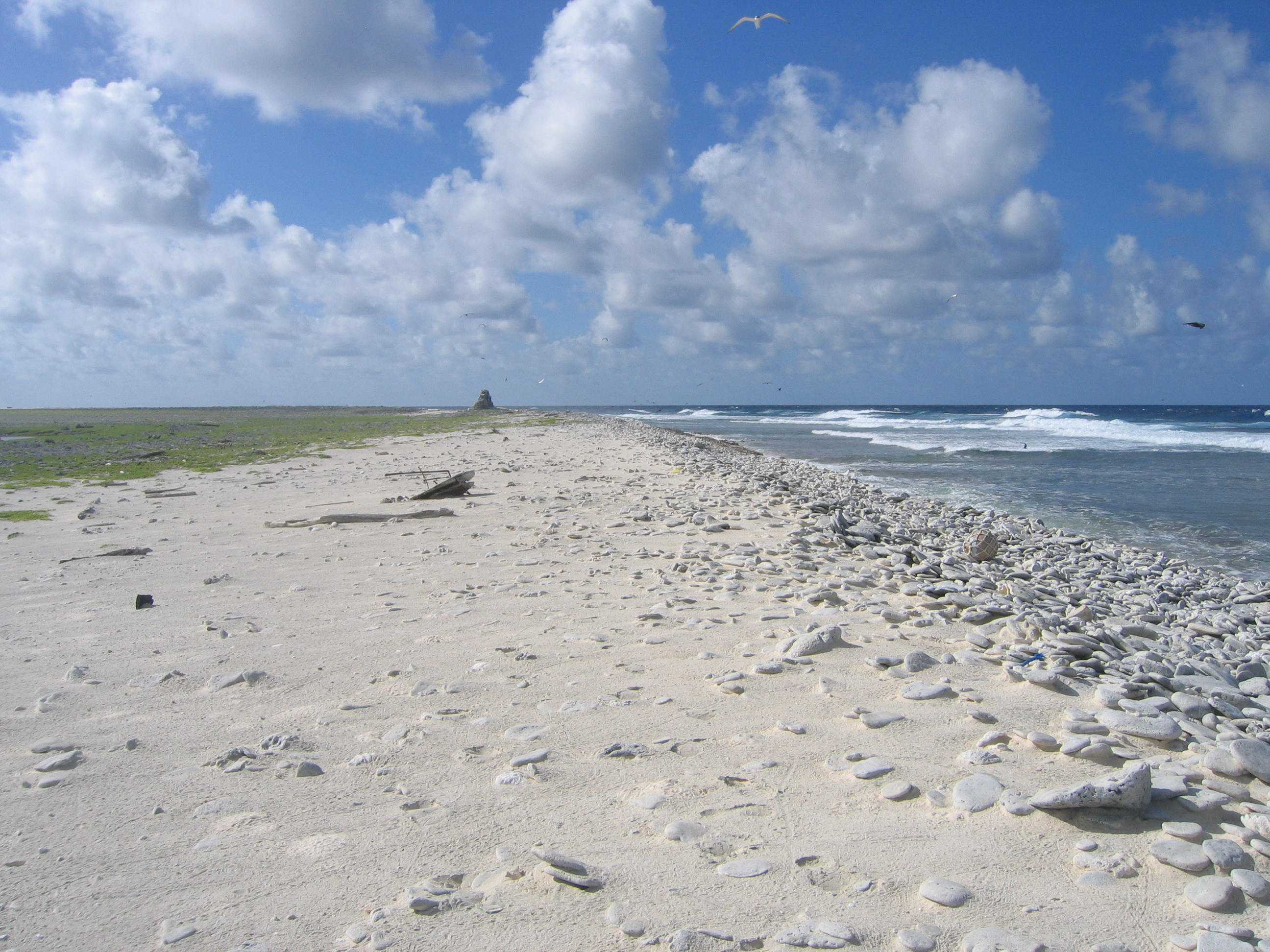
Birnie Island, Signalturm im Hintergrund
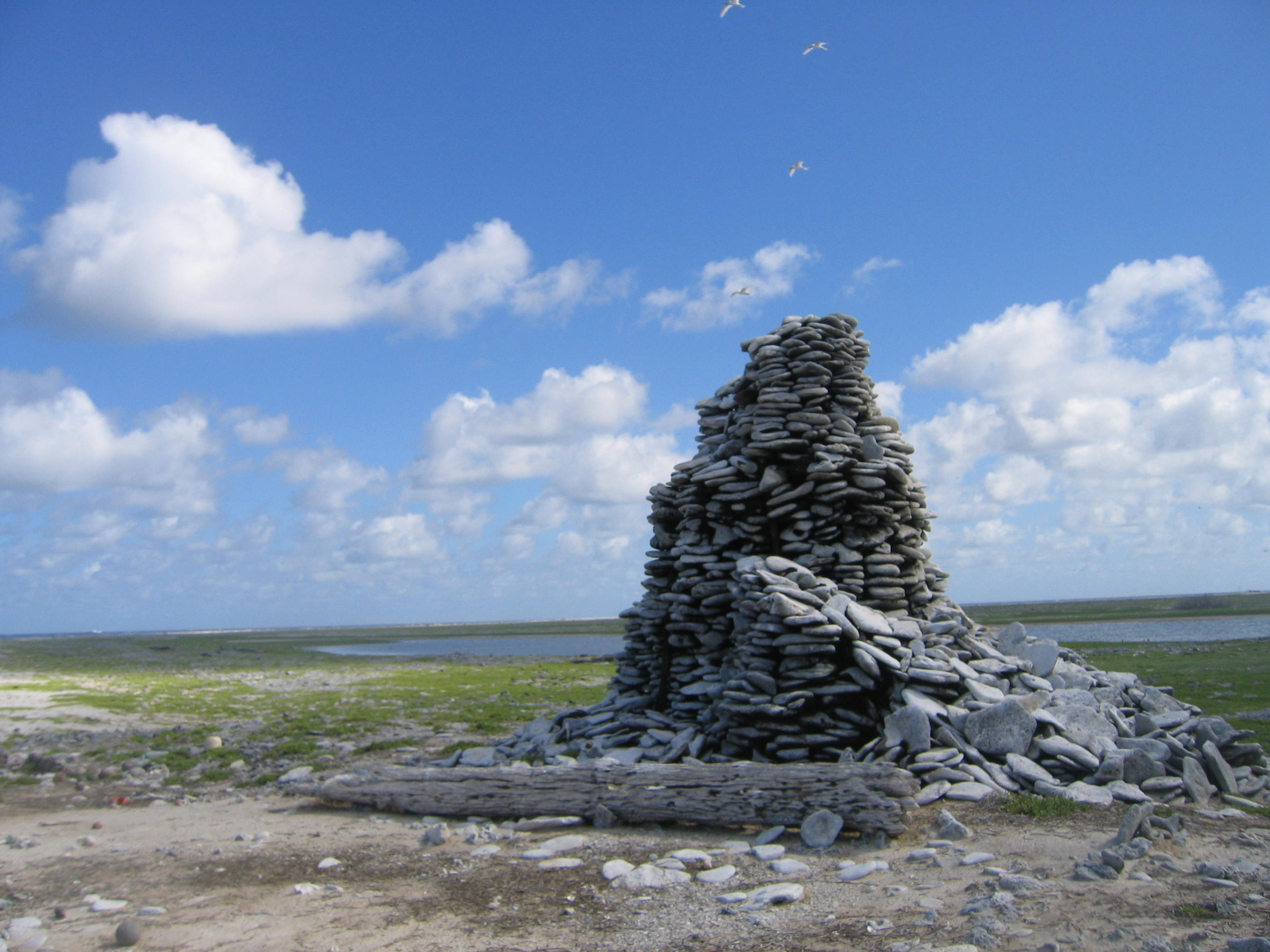
Birnie Island mit Signalturm
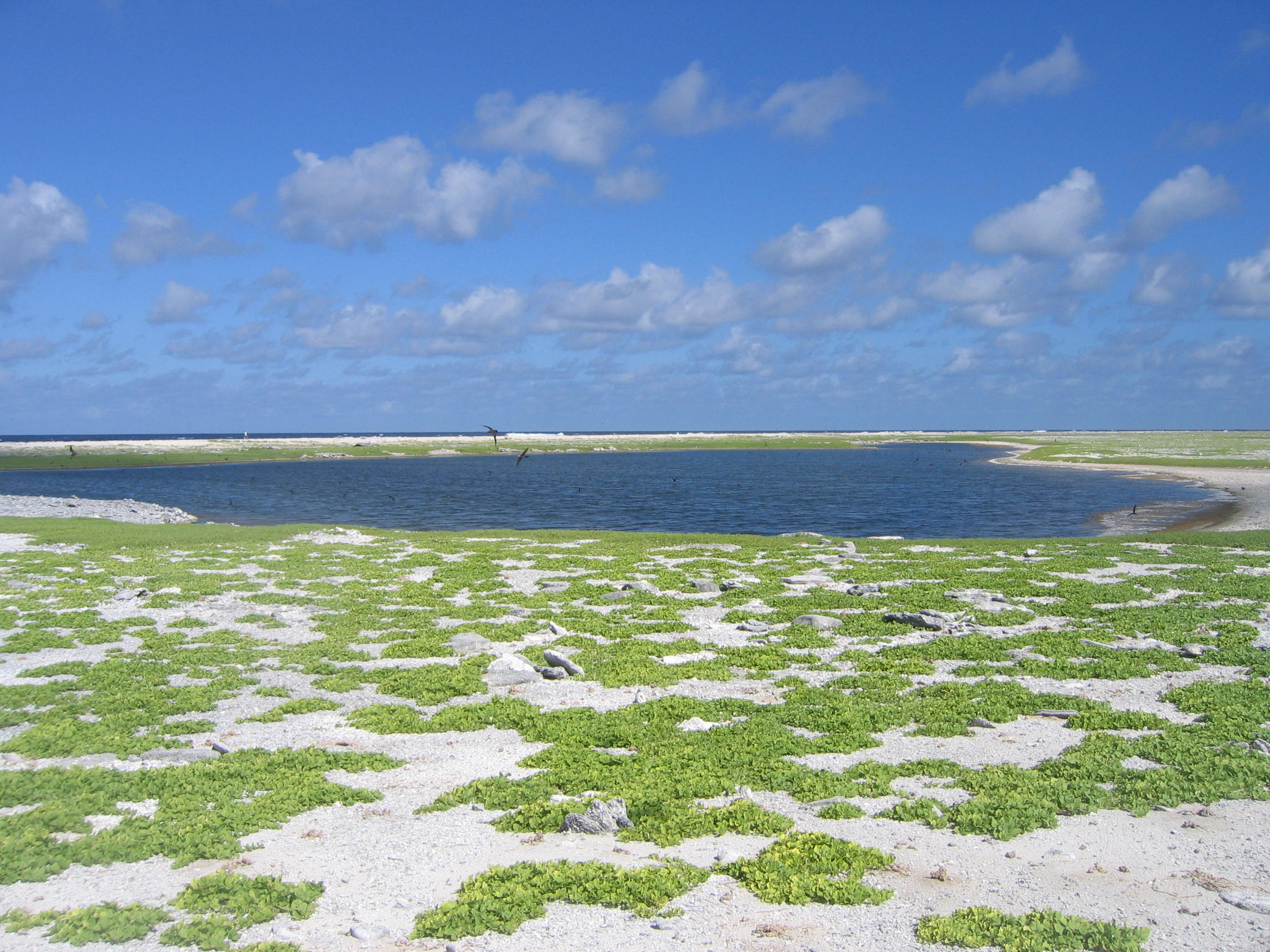
Lagune im August 2008
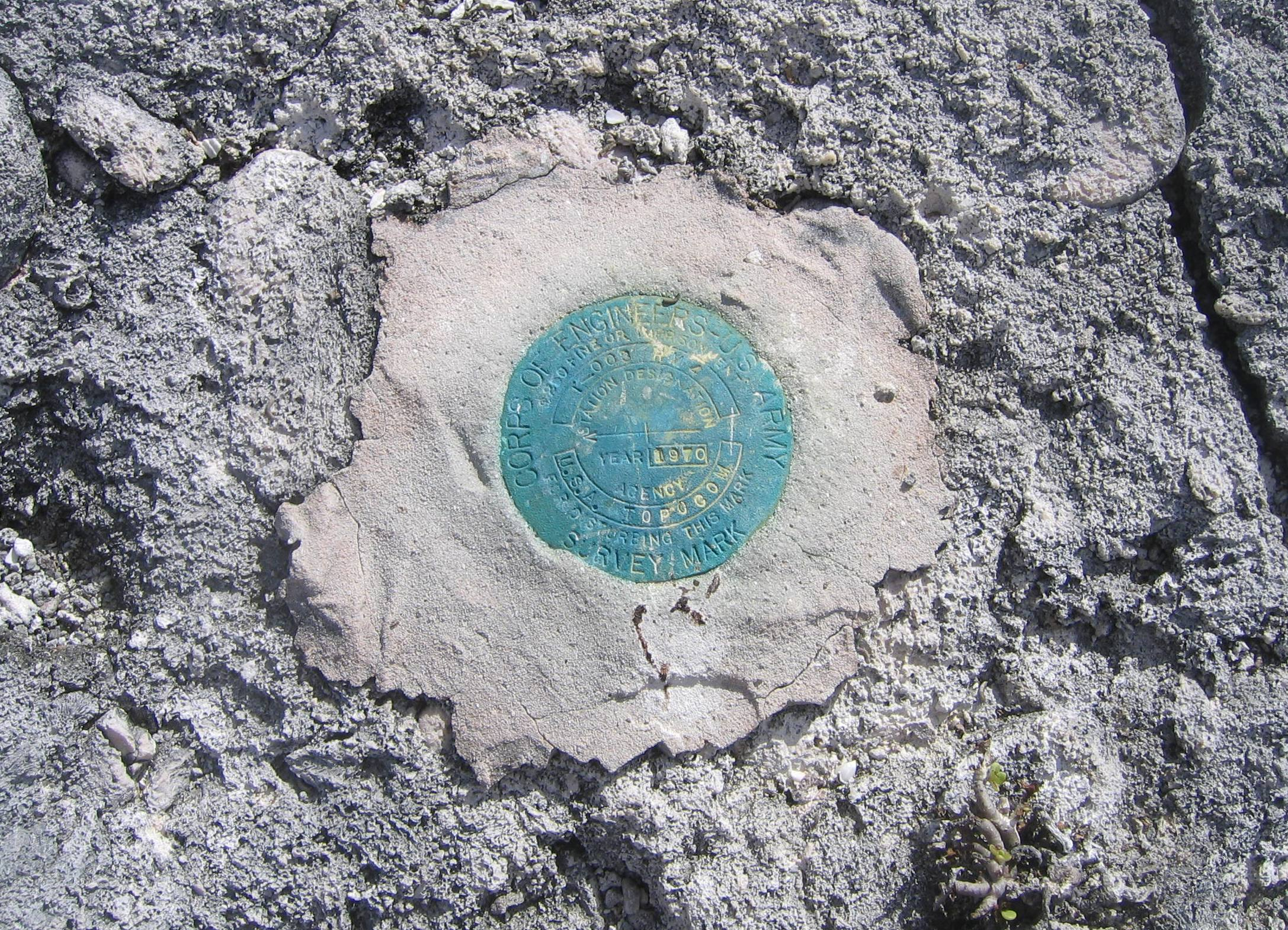
Vermessungszeichen des US Army Corps of Engineers